# Radicula
Radicula ist eine Gattung gehäusetragender, meeresbewohnender Einzeller aus der Gruppe der Foraminiferen.

## Merkmale
Die Gehäuse sind frei und mit Längen bis zu 15 Millimeter recht groß. Die länglich röhrenförmigen Arme haben einen Durchmesser von bis zu 0,8 Millimetern, strahlen in jede Richtung aus und verjüngen sich zum äußersten Ende hin allmählich, an ihrem Ende liegen die Aperturen. Die Wandung ist dünn und besteht aus einer festen, proteinbasierten Schicht, die das Innere auskleidet und mit feinem Schlamm bedeckt ist. Der Innendurchmesser der Arme beträgt rund die Hälfte des Außendurchmessers. Ein vergrößertes Zentrum oder eine Kammer fehlt.
Radicula ist nur von Aufsammlungen aus Norwegen bekannt.

## Systematik
Die Gattung wurde 1958 erstbeschrieben. Arten sind:
- Radicula limosa (Typusart)
- Radicula sylvestris

## Nachweise
- Alfred R. Loeblich, Jr., Helen Tappan: Foraminiferal genera and their classification, E-Book des Geological Survey Of Iran, 2005, Online